# HD156853
HD156853 — хімічно пекулярна зоря спектрального класу B8, що має видиму зоряну величину в смузі V приблизно  7,6.
Вона  розташована на відстані близько 1113,2 світлових років від Сонця.

## Пекулярний хімічний склад
Зоряна атмосфера HD156853 має підвищений вміст 
Si
.